# 28525 Andrewabboud
28525 Andrewabboud è un asteroide della fascia principale. Scoperto nel 2000, presenta un'orbita caratterizzata da un semiasse maggiore pari a 2,2308610 UA e da un'eccentricità di 0,1860519, inclinata di 3,74525° rispetto all'eclittica.